# Danil Kapustjanskij
Danil Evgen'evič Kapustjanskij (in russo Данил Евгеньевич Капустянский?; Orenburg, 30 ottobre 2004) è un calciatore russo, centrocampista o ala dell'Orenburg.

## Carriera

### Club
Ha giocato nella prima divisione russa.

### Nazionale
Nel 2023 ha giocato una partita nella nazionale russa Under-19, segnando anche una rete.

## Statistiche

### Presenze e reti nei club
Statistiche aggiornate al 29 maggio 2023.
| Stagione        | Squadra         | Campionato      | Campionato | Campionato | Coppe nazionali | Coppe nazionali | Coppe nazionali | Coppe continentali | Coppe continentali | Coppe continentali | Altre coppe | Altre coppe | Altre coppe | Totale | Totale |
| Stagione        | Squadra         | Comp            | Pres       | Reti       | Comp            | Pres            | Reti            | Comp               | Pres               | Reti               | Comp        | Pres        | Reti        | Pres   | Reti   |
| --------------- | --------------- | --------------- | ---------- | ---------- | --------------- | --------------- | --------------- | ------------------ | ------------------ | ------------------ | ----------- | ----------- | ----------- | ------ | ------ |
| 2022-2023       | Orenburg        | PL              | 5          | 1          | CR              | 0               | 0               | -                  | -                  | -                  | -           | -           | -           | 5      | 1      |
| Totale carriera | Totale carriera | Totale carriera | 5          | 1          |                 | 0               | 0               |                    | -                  | -                  |             | -           | -           | 5      | 1      |